# François Deslaugiers
François Deslaugiers est un architecte français né le 3 décembre 1934 à Alger et décédé le 18 décembre 2009 dans le 9e arrondissement de Marseille.

## Biographie
François Deslaugiers naît le 3 décembre 1934, à Alger,,.

### Formation
Au sortir du lycée, il entre en classe préparatoire littéraire (khâgne) aux lycées parisiens Janson-de-Sailly puis Henri-IV. En 1952, il entre à l'École des beaux-arts, élève d'abord de Guy Lagneau, puis en 1964 de Louis Arretche. Il est diplômé en 1966.

### Carrière
Après son diplôme, il travaille chez son ancien maître, Louis Arretche.
Il est président de l'association des Tours Labourdettes, à Belsunce, où il réside.
Il meurt le 18 décembre 2009, dans le 9e arrondissement de Marseille,, des suites d'un cancer.

## Réalisations

Station haute du funiculaire de Montmartre (Paris).

Parmi ses réalisations les plus notables construites sur le territoire français, on peut citer :
- 1981 : centre des impôts de Nemours (Seine-et-Marne)[7] ;
- 1984-1989 : façades, ascenseurs et cratère de l'Arche de la Défense (conception et exécution pour le compte de von Spreckelsen puis de Paul Andreu[8]) à La Défense (Hauts-de-Seine) ;
- 1991 : stations haute et basse du funiculaire de Montmartre dans le 18e arrondissement de Paris ;
- 1994 : réserves du musée des arts et métiers, à Saint-Denis (Seine-Saint-Denis) ;
- 1994 : salle Jean-Louis-Barrault du théâtre d'Orléans (Loiret) ;
- 1994 : viaduc Le Corbusier à Lille (Nord) ;
- 1994 : passerelle des Bonnets rouges à Rennes (Ille-et-Vilaine) ;
- 1996 : palais de Justice de Nanterre (Hauts-de-Seine) ;
- 1998 : aménagement du musée des arts asiatiques de Nice (Alpes-Maritimes) dans un bâtiment de Kenzō Tange ;
- 2000 : aménagement de la chapelle du Musée des arts et métiers (réhabilitée par Andrea Bruno) ;
- 2000 : parcours de passerelles de l'abbaye de Montmajour à Arles (Bouches-du-Rhône), rénovation par Rudy Ricciotti ;
- 2002 : passerelle de la gare de Lille-Flandres (Nord).